# Tartalomkezelő rendszerek
A tartalomkezelő rendszer (TKR, vagy angolul content management system, CMS) egy marketingkifejezés azokra a szoftverekre, amelyeket több személy együttműködésével készülő munkák koordinálására dolgoztak ki.

## A tartalomkezelő rendszerek legfontosabb funkciói
- biztosítják, hogy sok személy tudjon egyszerre adatokat tárolni és ezeket egymással megosztani,
- a hozzáférés szerep szerinti szabályozása: a felhasználó szerepe határozza meg, hogy mely adatokat láthatja vagy módosíthatja,
- könnyű adattárolási és adatelérési lehetőségek biztosítása,
- csökkentik a redundáns adatbevitelt,
- megkönnyítik a kimutatások összeállítását,
- segítik a felhasználók közti kommunikációt.

A kezelt adatok jellege attól függ, hogy a tartalomkezelő rendszert mely alkalmazási területre dolgozták ki. Gyakran alkalmaznak TKR-t dokumentációk készítésére, tárolására, lektorálására, kiadására, vagy különféle elektronikus anyagok (fényképek, filmek, iratmásolatok) tárolására, rendszerezésére, támogatva ezek későbbi, relevancia szerinti megtalálását.

## Változatai
A különböző alkalmazási területekre specializált tartalomkezelő rendszerekre változatos megnevezéseket használnak:
- vállalati szintű tartalomkezelő rendszer (ECMS)
- webtartalom-kezelő rendszer (WCMS)
- dokumentumkezelő rendszer (DMS)
- mobil tartalomkezelő rendszer (MCMS)
- komponens tartalomkezelő rendszer (CCMS)
- digitális vagyonkezelő rendszer (DAM)
- oktatási tartalomkezelő rendszerek (LMS).

Ezen elnevezések meghatározása azon keresztül történik, hogy milyen tevékenységre jellemző munkafolyamatokat támogat a tartalomkezelő rendszer. A meghatározások idővel változnak, alkalmazkodva az újabb elvárásokhoz, a rendelkezésre álló szoftverek skálájához.

## Vállalati szintű tartalomkezelő rendszer (ECMS)
A vállalati szintű tartalomkezelő rendszer egy intézményen belül, a szervezéshez, működéshez kapcsolódó akták, feljegyzések tárolásával és megosztásával foglalkozik. Céljuk hogy azok az információk is tárolhatóak, megoszthatóak legyenek, amelyek kezelésére kötetlen szerkezetük, változatos formátumuk miatt más, specializált rendszer nem alkalmas.

## Webtartalom-kezelő rendszer (WCMS)
A webtartalom-kezelő rendszerek arra hivatottak, hogy leegyszerűsítsék a weblapok készítését, többek közt azáltal, hogy segítségükkel a szerzők akár sajátos technikai ismeretek nélkül (HTML nyelv, weboldal feltöltési eljárások) is készíthetnek weboldalt.
Ezekből több nyílt forrású (open source) rendszer létezik, amik bemutatására több honlap is rendelkezésre áll.

## Mobil tartalomkezelő rendszerek (MCMS)
A mobil tartalomkezelő rendszer a tárolt adattartalomból adatokat és egyéb szolgáltatásokat nyújtanak mobil készülékeknek (mobil telefonok, PDA stb.), különös tekintettel arra, egy időben sokféle felépítésű és nagy számú készüléket kell kiszolgálni.

## Dokumentumkezelő rendszer (DMS)
A dokumentumkezelő rendszer feladata elektronikus irattár készítése. Támogatja az akták beolvasását, bevezetését, tárolását, akták tartalom szerinti keresését. Olyan technológiákat, eszközöket és módszereket foglal magában, amelyekkel a szervezetek létrehozzák, kezelik, tárolják, keresik, továbbítják, végül lejártukat követően megsemmisítik dokumentumaikat, felügyelve azok teljes életciklusát.

### Történelmi áttekintés
1980-ban angol kereskedők egy csoportja papír alapú dokumentumaik kezelésének egyszerűsítésére, átláthatóbbá tételére elektronikus rendszer fejlesztésébe kezdett. Később ez alapján jelentek meg a DMS rendszerek, melyek a cégek adminisztrációs folyamatait megkönnyítő dokumentumkezelő szoftverek.
A hárombetűs angol rövidítés (DMS) mára a hazai és nemzetközi gyakorlatban is egyaránt elterjedt.
Az elektronikus dokumentumkezelés rendkívül gyorsan és dinamikusan fejlődő informatikai ágazat. Jelentősége a vállalatok életében az integrált vállalatirányítási rendszerekhez (ERP) hasonló, az eredményes működés elengedhetetlen feltétele, hiszen pontos, kiváló minőségű és stabil hátteret nyújtó iratkezelő megoldás nélkül nincs hatékonyan működő ügyintézés, sikeres munka. Vállalati környezetben az eredményes működés alapvető elvárás, ahol a megrendelők, árajánlatok, szerződések, számlák, dokumentumok kezelésének gyorsasága és pontossága jelenti a sikeres vállalkozás kulcsát. A rendszerek iparágfüggetlen megoldást kínálnak a teljes vállalati szektor számára.

### DMS
A DMS mozaikszó az angol Document Management System rövidítése, jelentése: dokumentumkezelő rendszer. Olyan számítástechnikai megoldás, amely az iratok kezelését elektronikus úton oldja meg, egyszerűsítve és gyorsítva ezzel az adminisztrációt. (Ritkábban előforduló, de szintén a fenti szoftverre használatos kifejezés az Elektronikus Dokumentum Menedzsment (EDM) is.
Ezek az összetett iratkezelő rendszerek önállóan is bevezethetők, de részét képezhetik egy átfogó vállalatirányítási rendszernek (ERP) (Enterprise Resource Planning) is.

## Komponens tartalomkezelő rendszer (CCMS)
A komponens tartalomkezelő rendszerek az adattartalmat, mint összetevőkből összerakott egységet kezelik, támogatva újabb adatok létrehozását a már tárolt komponensek felhasználásával.
Újabban a tartalom ilyen megközelítését legtöbb tartalomkezelő rendszertől elvárják, a szoftvergyártók nem szokták terméküket pusztán komponenskezelő rendszernek nevezni.

## Digitális vagyonkezelő rendszer (DAM)
A digitális vagyonkezelő rendszer az elektronikus javak rögzítését, rendszerezését, feldolgozását, közzétételét hivatott támogatni. Sajátos változatai vannak digitális fényképek, videók vagy zene kezelésére.

## Oktatási tartalomkezelő rendszer (LMS)
Az oktatási tartalomkezelő rendszerek oktatási programok, események, távoktatási programok adminisztrációjára, dokumentálására, nyomon követésére alkalmasak. Ezek a rendszerek támogatást nyújtanak többek közt az osztályozások nyilvántartásában, tananyagok összeállításában, kézbesítésében, a közösség online kommunikációjában.

## Néhány tartalomkezelő rendszer
- Joomla!
- WordPress
- e107
- Drupal
- TYPO3
- CMS Made Simple
- PHP-Fusion
- OctoberCMS
- Liferay
- Kentico CMS